# Phan Văn Khải

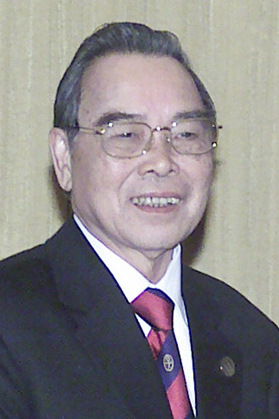
Phan Van Khai (2008)

Phan Văn Khải (* 25. Dezember 1933 in Củ Chi bei Ho-Chi-Minh-Stadt [damals Saigon]; † 17. März 2018 in Củ Chi) war ein vietnamesischer Politiker.

## Leben und Tätigkeit
Phan Văn Khải wurde am 25. Dezember 1933 nahe Saigon in Französisch-Indochina geboren. Bereits während seiner Jugend betätigte er sich in revolutionären Organisationen. Nach dem Ende des Indochinakriegs und der darauf folgenden Teilung des Landes emigrierte Phan Văn Khải in den kommunistischen Norden zu.
Während des Vietnamkrieges betrieb er fünf Jahre lang in Moskau ein Wirtschaftsstudium. Nach seiner Rückkehr aus der Sowjetunion arbeitete er zunächst im staatlichen Planungskomitee, danach wechselte er in eine Behörde, die die wirtschaftliche Wiedervereinigung mit dem Süden vorbereitete. Nach Kriegsende und der Wiedervereinigung ließ er sich in seine Heimatregion zurückversetzen, wo er in der zunächst zum stellvertretenden Parteisekretär und später zum Vorsitzenden der Stadtregierung von Ho-Chi-Minh-Stadt aufstieg.
Im Jahre 1989 wurde er nach Hanoi zurückversetzt, um verschiedene Posten in der vietnamesischen Regierung einzunehmen. Nachdem er eine Zeit lang als Vizepremierminister gedient hatte, wurde er am 24. September 1997, nach dem Achten Parteitag der Kommunistischen Partei Vietnams zum Premierminister ernannt. Im politischen Spektrum galt er als moderater Mann eingeordnet, der die ökonomische Öffnung des Landes unterstützte und dessen Machtbasis mehr in der Regierung und weniger im Parteiapparat lag. Auf Phan Văn Khải gehen die Einführung eines Gesellschaftsrechts zurück, das das Mitspracherecht der lokalen Regierungen bei Unternehmensgründungen beschnitt. Er setzte zahlreiche weitere Maßnahmen, um die Entwicklung privater Unternehmen zu fördern und war Urheber des Handelsabkommen mit den USA aus dem Jahre 2001. Im Jahre 2005 war er der erste vietnamesische Regierungschef, der die USA besuchte.
Er verkündete am 24. Juni 2006 gemeinsam mit Präsident Trần Đức Lương seinen Rücktritt, ein Jahr vor dem Ende seiner vorgesehenen Amtszeit.

## Veröffentlichungen
- „Aus Bombenkratern aufgebaut“. Vietnams Premierminister Phan Van Khai über seine Kriegserfahrungen mit den USA und die Dominanz der Supermacht, die Schwierigkeiten des wirtschaftlichen Aufbaus seines Landes und das Wagnis einer politischen Öffnung. (in: Der Spiegel, 47/2002)